# Somogyi Anna
Somogyi Anna (Budapest, 1990. május 11. –) színész, rendező, társulatvezető.

## Életpályája
Édesanyja Horgas Eszter, édesapja Somogyi István rendező. A szülők elváltak.
A Keleti István Művészeti Iskola hallgatója volt. A Bárka Színházban szerzett szakmai tapasztalatot. 2013 szeptemberében alapította meg a GlobART társulatot. Az ELTE magyar szakára járt.